# Liste der Baudenkmäler in Freimann
Auf dieser Seite sind die Baudenkmäler im Münchner Stadtteil Freimann im Stadtbezirk 12 Schwabing-Freimann aufgelistet. Zu diesen Baudenkmälern gibt es auch eine Bildersammlung und ein Fotoalbum mit ausgewählten Bildern.
Diese Liste ist Teil der Liste der Baudenkmäler in München. Grundlage ist die Bayerische Denkmalliste, die auf Basis des bayerischen Denkmalschutzgesetzes vom 1. Oktober 1973 erstmals erstellt wurde und seither durch das Bayerische Landesamt für Denkmalpflege geführt und aktualisiert wird. Die folgenden Angaben ersetzen nicht die rechtsverbindliche Auskunft der Denkmalschutzbehörde.

## Einzeldenkmäler
| Lage                                                                         | Objekt                                                       | Beschreibung | Akten-Nr.                | Bild                                                         |
| ---------------------------------------------------------------------------- | ------------------------------------------------------------ | --- | ------------------------ | ------------------------------------------------------------ |
| A 9 (Standort)                                                               | Berliner Bär                                                 | Bärenskulptur aus Bronze auf Betonsockel mit der Innenschrift München Berlin, von Renée Sintenis, 1962 im Rahmen der Berliner Meilensteine | D-1-62-000-8673          | Berliner Bär                                                 |
| Am Blütenring 9b (Standort)                                                  | Villa                                                        | barockisierend in Formen des reduzierten Historismus, 1927 von Hermann Grünenwald | D-1-62-000-270 Wikidata  | Villa                                                        |
| Föhringer Ring 6 (Standort)                                                  | Max-Planck-Institut für Physik und Astrophysik               | jetzt Werner-Heisenberg-Institut für Physik, Anlage aus einzelnstehenden, mit einem verglasten Gang verbundenen, nach Funktionen gegliederten Baukörpern, als kubische, flach gedeckte Bauten und durch das Verhältnis von geschlossenen, klinkerverkleideten zu verglasten Flächen gestaltet; zugehörig Casinogebäude, eingeschossiger Flachdachbau; von Sep Ruf, 1957–60; parkartige Gartengestaltung, von Alfred Reich, zeitgleich. | D-1-62-000-8537          | weitere Bilder                                               |
| Frankfurter Ring 150 (Standort)                                              | Ehemalige Druckereihalle des Verlags Franz Schneider         | eingeschossiger Bau mit vier gereihten Sheddächern, nach Entwurf von Sepp Reiter mit Dächern von Friedrich Krupp Stahlbau, 1955–58 | D-1-62-000-11025         | Ehemalige Druckereihalle des Verlags Franz Schneider         |
| Freimann (Standort)                                                          | Schleißheimer Kanal (Dirnismaninger Kanal)                   | Verbindet Schloss Schleißheim mit dem Mühlbach, über den man in den Englischen Garten zur Münchner Residenz gelangt; im Bereich Isarauen bei Fröttmaning, erbaut 1688–89. Siehe auch Nordmünchner Kanalsystem. | D-1-62-000-6178 Wikidata | weitere Bilder                                               |
| Freisinger Landstraße (Standort)                                             | Gemauerter Bildstock                                         | südwestlich der Fröttmaninger Kirche | D-1-62-000-1873 Wikidata | Gemauerter Bildstock                                         |
| Freisinger Landstraße 60 (Standort)                                          | Ehemaliger Ausschankschuppen, wohl vom Oktoberfest           | Eingeschossiger auf wiederholten Auf- und Abbau hin konzipierter Holzbau mit weitem Dachüberstand, Ausschankluken auf drei Seiten und ornamentaler Gliederung durch farbig abgesetzte Konstruktionshölzer und Zierbundwerk, 1892/93 (dendro.-dat.) | D-1-62-000-11118         | weitere Bilder                                               |
| Freisinger Landstraße 153 (Standort)                                         | Städtisches Gut Großlappen                                   | zweigeschossiger Mansarddachbau, um 1800, mit Ökonomiegebäuden | D-1-62-000-1871 Wikidata | weitere Bilder                                               |
| Heinrich-Groh-Straße 6 (Standort)                                            | Ehemaliges Schulexpositurhaus, später Pfarrhaus und Wohnhaus | sogenanntes Kaminkehrerhaus, schlichter, zweigeschossiger Walmdachbau, 1864; angebaut Gartenhaus aus gesägten Brettern, um 1910 | D-1-62-000-8738 Wikidata | Ehemaliges Schulexpositurhaus, später Pfarrhaus und Wohnhaus |
| Heinrich-Groh-Straße 7/9 (Standort)                                          | Schlichtes Neurenaissancehaus                                | Ende 19. Jahrhundert; Gartenzaun | D-1-62-000-2483 Wikidata | Schlichtes Neurenaissancehaus                                |
| Heinrich-Groh-Straße 11 (Standort)                                           | Katholische Kirche St. Nikolaus                              | Altarraum und Sattelturm gotisch, Langhaus 1880; mit Ausstattung; um die Kirche Friedhof mit Grabsteinen. Im Ortskern von Freimann. | D-1-62-000-2484 Wikidata | weitere Bilder                                               |
| Hortensienstraße 3 (Standort)                                                | Wohnhaus                                                     | zweigeschossiger Walmdachbau in reduzierten historisierenden Formen mit Zwerchhäusern und Altane, von Hans Hoerger, 1911; mit Einfriedung, bauzeitlich | D-1-62-000-2838 Wikidata | Wohnhaus                                                     |
| Fröttmaning, Kurt-Landauer-Weg 8 (ehemals Lottlisa-Behling-Weg 7) (Standort) | Katholische Kirche Heilig Kreuz                              | Chorturmkirche mit Satteldach, 11. Jahrhundert; mit Ausstattung, unter anderem romanische Wandmalereien direkt auf Ziegel; Friedhof bei der Kirche mit Grabsteinen | D-1-62-000-1872 Wikidata | weitere Bilder                                               |
| Leinthalerstraße 7/9 (Standort)                                              | Zweifamilienhaus                                             | 1909 nach Plänen des Architekten Eugen Dreisch als Teil der sogenannten Gartenstadt Freimann errichtet, reduziert-historisierend, mit gemauerter Einfriedung | D-1-62-000-7815 Wikidata | Zweifamilienhaus                                             |
| Leinthalerstraße 8 (Standort)                                                | Wohnhaus für den Bildhauer Hans Schwegerle                   | nach Plänen des Architekten Paul Hochrath von 1910 erbaut, 1921 zum Atelierhaus erweitert, mit zusätzlichem Eingangsvorbau und satteldachgedeckter gemauerter Einfriedung zur Eingrenzung des Ausstellungshofes, mehrteiliger Gruppenbau aus steilen Giebeldächern | D-1-62-000-7816 Wikidata | Wohnhaus für den Bildhauer Hans Schwegerle                   |
| Lilienthalallee 29 (Standort)                                                | Ausbesserungswerk München-Freimann                           | ehemalige Dampflok-, später Elektrolokrichthalle mit Dienstgebäude, zwei einheitlich als monumentaler Stahlbeton-Rasterbau in rhythmischen Wechsel von Sichtziegelmauerwerk und wandhoher Befensterung gestaltete Hallen sowie östlich vorgelagertem zweigeschossigem Flachdachbau mit eingezogenem Obergeschoss, Pfeilervorhalle und Reliefs, 1938–41 und 1940–42, südliche Richthalle als dreischiffige Eisenkonstruktion in Ostwestrichtung quergelagert mit Schiebebühne unter dem überhöhten nördlichen Schiff, die nördliche elektrische Teilwerkstätte sechsschiffig mit sechs Kranbahnen und südlichen Lichthöfen, Steinreliefs, bezeichnet R. von Bohr; Wasserturm, über quadratischem Grundriss verjüngender, 40,5 Meter hoher Betonbau mit Zeltdach, 1918/19 durch die Bayerische Maschinenfabrik Friedrich Krupp; ehemalige Presswerkstatt, seit 1925 Kesselschmiede für die Deutsche Reichsbahngesellschaft, dann S-Bahn-Halle, dreischiffige ausgemauert und verputzte Stahlbinderkonstruktion mit Firstoberlichtband im erhöhten Mittelschiff, 1916 durch die Bayerischen Geschützwerke Friedrich Krupp; Gedenkstein und Kriegerdenkmal mit Ruhebänken, zwei abgetreppte Gusssteinstelen mit vier Gusssteinbänken, 2. Hälfte 1930er Jahre, für am Nanga Parbat verunglückte Bergsteiger und Gefallene des Ersten Weltkriegs. Nachträglich in Denkmalliste aufgenommen: ehemalige Lehrlingswerkstätte, einschiffige Halle, 1935 errichtet mit Wiederverwendung von Eisenbinderkonstruktion von 1916 | D-1-62-000-7821 Wikidata | weitere Bilder                                               |
| Lilienthalallee 45 (Standort)                                                | Montagehalle                                                 | Ausbesserungswerk München-Freimann | D-1-62-000-7821 Wikidata | Montagehalle                                                 |
| Obere Isarau (Standort)                                                      | Gedenkstein für ein Fährunglück                              | kubisch, aus mächtigen Natursteinblöcken zusammengesetzt in Form eines Blockaltars, wohl 1924 | D-1-62-000-9302          | weitere Bilder                                               |
| Situlistraße 67 (Standort)                                                   | Ehemaliges Bauernhaus                                        | im Kern 19. Jahrhundert | D-1-62-000-6547 Wikidata | Ehemaliges Bauernhaus                                        |
| Situlistraße 73 (Standort)                                                   | Ehemaliges Stallgebäude von Nr. 75                           | innen Gewölbe, wohl 19. Jahrhundert | D-1-62-000-6548 Wikidata | Ehemaliges Stallgebäude von Nr. 75                           |
| Situlistraße 75 (Standort)                                                   | Mohr-Villa                                                   | ehemaliges Gutshaus (Herrenhaus), Walmdachhaus mit Lisenengliederung, spätklassizistisch, um 1870; mit zugehörigem Park | D-1-62-000-6549 Wikidata | weitere Bilder                                               |
| Situlistraße 76 (Standort)                                                   | Wohnhaus                                                     | zweigeschossiger Walmdachbau mit Terrasse und Balkon, in sachlich-modernen Formen, von Erich Rätsch, 1931 | D-1-62-000-10904         | Wohnhaus                                                     |
| Situlistraße 83 (Standort)                                                   | Katholische Pfarrkirche St. Albert                           | 1932–33 von Georg W. Buchner; mit Ausstattung | D-1-62-000-6550 Wikidata | weitere Bilder                                               |
| Situlistraße 87 (Standort)                                                   | Volksschule                                                  | 1926–27 von Hans Gedon, 1929 erweitert | D-1-62-000-6551 Wikidata | Volksschule                                                  |
| Situlistraße 87 (Standort)                                                   | Ehemalige Volksschule an der Situlistraße                    | bestehend aus Hauptbau, zweigeschossiger Satteldachbau mit verglastem Eingangserker, erdgeschossigem Pavillonbau mit verglastem Gang, vorgelagertem Saalbau und offenen Gängen, von Johannes Ludwig und Franz Ruf, 1952–54; im Eingangsbereich des Hauptbaus Mosaik von Karl Knappe, im Obergeschoss Malerei von Karl Nerud, gleichzeitig | D-1-62-000-10032         | Ehemalige Volksschule an der Situlistraße                    |
| Sondermeierstraße 1 (Standort)                                               | Gaststätte Aumeister                                         | klassizistisches Walmdachhaus am Nordende des Englischen Gartens, 1810–11 als Aujägermeisterhaus von Joseph Deiglmayr erbaut | D-1-62-000-6583          | weitere Bilder                                               |
| Ungererstraße 158 (Standort)                                                 | Hochbunker                                                   | Siebengeschossiger Massivbetonbau über rechteckigem Grundriss und mit Flachdach, mit Eckrustizierung und Blindfenstern, wohl nach Plänen des Städtischen Hochbauamtes, um 1942/43. Der Bunker wurde 2013 in ein Wohnhaus umgebaut, wobei raumhohe Fensteröffnungen herausgebrochen wurden. | D-1-62-000-8476          | weitere Bilder                                               |